# Вербеја
Вербеја (Verbeia) је била гало-римска богиња, позната из само једног записа нађеног у Илклију, у Уједињеном Краљевству. Сматра се да је била богиња реке Ворф. Приказана је како у свакој руци држи по једну змију.

## Етимологија
Постоје две варијанте тумачења имена ове богиње:
- изведено из пра-келтика, од речи wera-beja, што се преводи као пљусак, и може се повезати са чињеницом да је Вербеја била водена богиња.

- изведено из пра-индоевропског, од речи wer-bh, што би значило она која се савија и скреће и повезује се са меандрирањем реке Варф.